# La mujer del Vendaval
La mujer del Vendaval es una telenovela mexicana producida por MaPat López de Zatarain para Televisa. Está protagonizada por Ariadne Díaz y José Ron y con las participaciones antagónicas de Chantal Andere, Alfredo Adame, Manuel "Flaco" Ibáñez, Florencia de Saracho, Marco Muñoz, Thelma Madrigal y Javier Jattin.
Es una versión de la telenovela venezolana Un esposo para Estela.

## Sinopsis
La mujer del Vendaval narra la historia de Marcela, una joven huérfana dueña de una hacienda en ruinas y llena de deudas llamada "El Vendaval". Al morir su madre, Marcela descubre que necesita un esposo para poder cobrar la herencia que esta le dejó. Desesperada, viendo que esa es la única manera de conseguir dinero para salvar la hacienda, coloca un anuncio en el periódico solicitando candidatos. Entre los muchos hombres que se presentan a la convocatoria, se encuentra Alessandro, el heredero de una cadena hotelera internacional, de todos los candidatos él es el único que la conoce o la conoció.
Un mes atrás, ambos se habían encontrado en una isla. Ella quería morir, él quería olvidar. Por una noche, esas dos soledades jugaron a ser felices. Al día siguiente, la mujer desapareció sin dejar rastro, al mismo tiempo que Alessandro descubría que un costoso collar de la familia no estaba más en su caja fuerte. Alessandro decide que irá al Vendaval para recuperar la joya que cree está en manos de Marcela, pero en realidad él quiere demostrar que ella es inocente.

## Elenco
- Ariadne Díaz - Marcela Morales de Casteló
- José Ron - Alessandro Casteló Berrocal
- Chantal Andere - Octavia Cotilla Vda. de Hernández
- Alfredo Adame - Luciano Casteló
- María Marcela - Silvana Berrocal de Casteló
- Manuel "Flaco" Ibáñez - Timoteo Quiñónez
- Agustín Arana - Emiliano Ferreira Preciado
- Florencia de Saracho - María Laura Morales Aldama
- Michelle Renaud - Alba María Morales Aldama
- Patricio Borghetti - Cristian Serratos
- Javier Jattin - Camilo Preciado
- Magda Karina - Sagrario Aldama
- Odiseo Bichir - Mateo Reyna
- Marco Muñoz - Severo Morales Iturbide
- Thelma Madrigal - Nisa Casteló Berrocal
- Lourdes Reyes - Ilse Sánchez
- Rossana San Juan - Valeria Ferreira Preciado
- Francisco Rubio - Amadeo Rosado Sánchez
- Jaume Mateu - Mauro Urquiza
- Jorge Ortín - Eulogio Ladrón
- Sachi Tamashiro - July Barbosa
- Zoraida Gómez - Nuria Arévalos Andrade de Serratos
- Jorge Gallegos - Lencho Quiñónez
- José Carlos Farrera - Román Rosado Sánchez
- Fernanda López - Inés Bernal
- Chao - Néstor de la Rosa
- Juan Carlos Nava - Cirilo "Gordo" Barrios
- Lucía Zerecero - Linda
- Jorge Van Rankin - Antonio Figueres
- Mónica Zorti - Rosa Cruz
- Pablo Perroni - Pedro
- Iliana de la Garza - Penélope
- Anahí Fraser - Norma Martínez
- Lucía Zerecero - Linda
- Marta González Liriano - Estrella
- Eugenio Bartilotti - Giocondo de la Fuente
- Regina Rojas - Sandra
- Polo Monárrez - José Manuel "Cuchi"
- Pietro Vannucci - Mark
- Mariana Karr - Conchita Pimentel
- Joana Brito - Lucha
- Mauricio Martínez - Mike Cisneros
- Carla Cardona - Damiana Hernández Cotilla
- Sergio DeFassio - Padre Anselmo
- Óscar Ferretti - Leonel
- Milia Nader - Nora
- Graciela Bernardos - Trabajadora social[2]

## Banda sonora
1. Como estar sin ti - Carlos Baute
2. La noche - Sandoval (Tema de Alba y Cristian)
3. Regálame todo tu amor - Álvaro Trespalacios (Tema de Marcela y Alessandro)
4. Se me desgarra el alma - Jorge Gallegos (Tema de María Laura y Lencho)

## Versiones
- La mujer del Vendaval es una versión de la telenovela venezolana Un esposo para Estela, realizada por Venevisión en el año 2009 y escrita por Camilo Hernández, y a su vez basada en una obra original del escritor venezolano Ángel del Cerro, llamada Vendaval.

## DVD
El Grupo Televisa lanza a la venta en formato DVD sus novelas.

## Premios y nominaciones
| Año  | Premio                      | Categoría                     | Nominados             | Resultados |
| ---- | --------------------------- | ----------------------------- | --------------------- | ---------- |
| 2014 | Premios Juventud            | La chica que me roba el sueño | Ariadne Díaz          | Nominada   |
| 2014 | Premios Juventud            | ¡Está buenísimo!              | José Ron              | Nominado   |
| 2014 | Premios TVyNovelas (México) | Mejor actor de reparto        | Manuel "Flaco" Ibánez | Ganador    |
| 2014 | Premios TVyNovelas (México) | Mejor actriz juvenil          | Thelma Madrigal       | Nominada   |
| 2014 | Premios TVyNovelas (México) | Mejor actriz juvenil          | Michelle Renaud       | Nominada   |

### TV Adicto Golden Awards
| Año  | Categoría       | Nominados               | Resultado |
| ---- | --------------- | ----------------------- | --------- |
| 2012 | Mejor pareja    | Ariadne Díaz y José Ron | Ganadores |
| 2013 | Mejor vestuario | Mapat                   | Ganadora  |